# Harald Klein
Harald Klein (* 11. Oktober 1955 in Trier) ist ein deutscher Diplomat im Ruhestand. Er war von 2016 bis 2021 Botschafter der Bundesrepublik Deutschland in Guatemala und Belize.

## Leben
Harald Klein studierte Politikwissenschaften, Soziologie und Publizistik in Göttingen und Mainz. Seine Tätigkeiten als Forschungsstipendiat und wissenschaftlicher Mitarbeiter des Instituts für Entwicklungspolitik und Entwicklungsforschung an der Ruhr-Universität Bochum führten ihn in den 1980er Jahren häufig nach Lateinamerika und in die Maghreb-Staaten. Von Ende 1988 an arbeitete er als entsandter Projektleiter der Friedrich-Naumann-Stiftung für die Freiheit (FNF) zunächst in Peru, später in Kolumbien. 1996 übernahm er mit dem Vorsitz des Regionalbüros Mittel-, Südost- und Osteuropa mit Sitz in Budapest die Steuerung und Koordination von Stiftungsprojekten in 22 Ländern. Im Juli 2002 wurde ihm die Leitung der Programme in Lateinamerika übertragen, die er von Mexiko-Stadt aus bis Juni 2007 wahrnahm. Mitte 2007 wechselte er zur Friedrich-Naumann-Stiftung für die Freiheit nach Berlin.
Anfang 2010 wurde er zum Leiter der Abteilung 2 des Bundesministeriums für wirtschaftliche Zusammenarbeit und Entwicklung ernannt, zuständig für Asien und Lateinamerika. Im Mai 2012 wurde Klein ins Auswärtige Amt versetzt und Mitte August zum Generalkonsul der Bundesrepublik Deutschland in Rio de Janeiro ernannt.
2013 und 2014 wurde das „Deutschlandjahr in Brasilien“ gefeiert. Ungefähr 1000 Veranstaltungen in mehr als neunzig brasilianischen Städten sorgten für ein breites Spektrum. Dem Generalkonsulat in Rio gelang es, vier Höhepunkte in Rio de Janeiro zu präsentieren: die Ausstellung „United Buddy Bears – A Arte da Tolerância“ am Strand von Copacabana; die Videoinstallation des deutschen Künstlers Philipp Geist auf dem Cristo Redentor und in der Favela Santa Marta; die Ausstellung „A Arte quePermanece – Acervo Francisco ChagasFreitas“ im Centro Cultural Correios und das Abschlusskonzert mit dem deutschen Bundesjugendballett.
Ab September 2016 war Klein Botschafter der Bundesrepublik Deutschland in Guatemala und Belize. 2021 schied er aus dem diplomatischen Dienst aus und trat in den Ruhestand.